# Uramya pristis
Uramya pristis là một loài ruồi trong họ Tachinidae.